# Saint-Jean-d'Acre
Pour les articles homonymes, voir Acre, Akko et Akka.

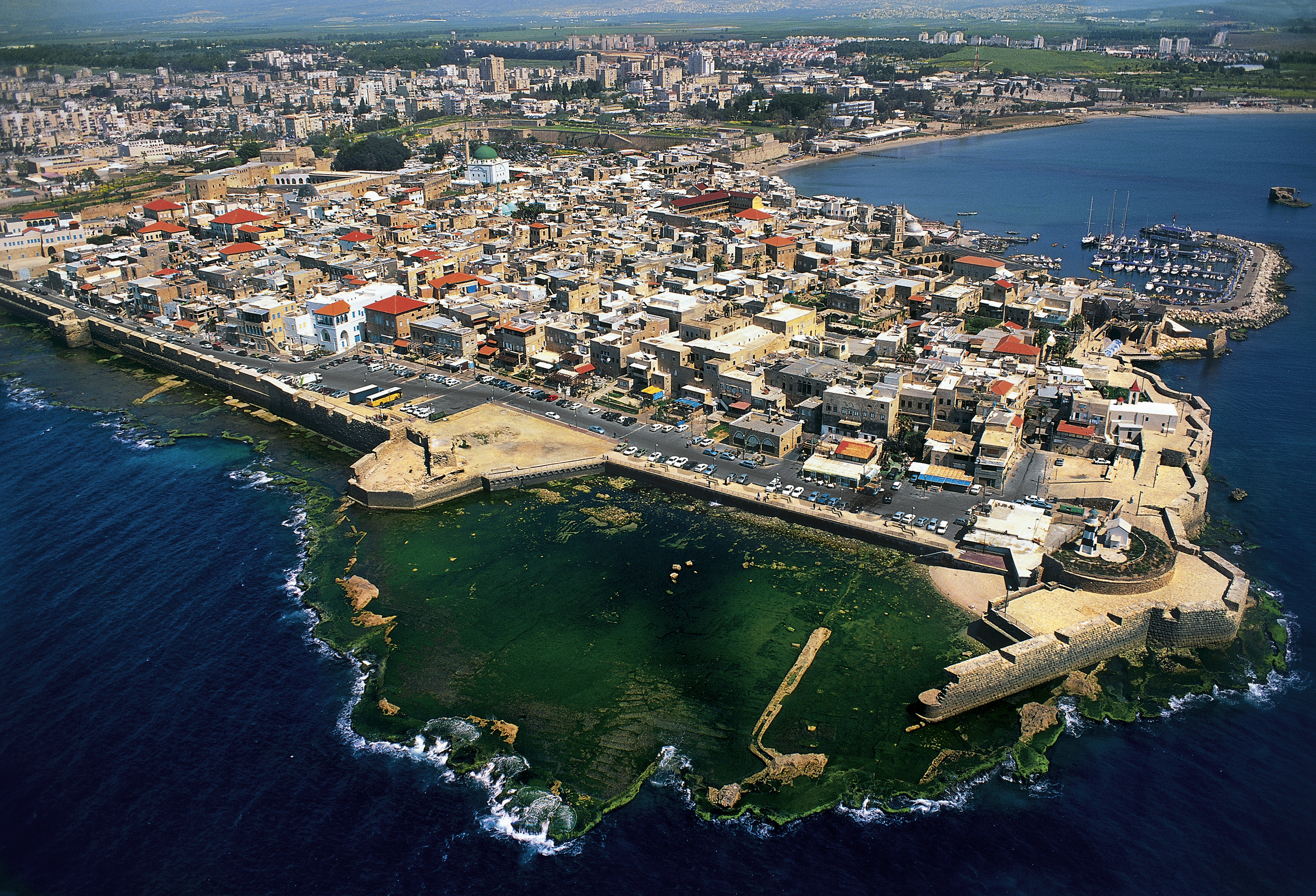
Vieil Acre aujourd'hui.

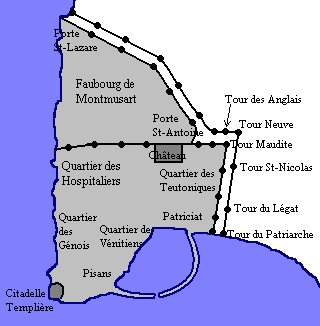
Plan de Saint-Jean-d'Acre.

Saint-Jean-d’Acre, appelée Acco ou Ptolémaïs dans l'Antiquité et au Moyen Âge, est une ville de Terre sainte. C'était le nom donné par les chrétiens à la ville que les anciens Hébreux appelaient Acco, puis Acre. La prise de Saint-Jean-d'Acre en 1291 par les mamelouks aboutit à la fin du royaume de Jérusalem et clôt la période des croisades médiévales.

## Histoire

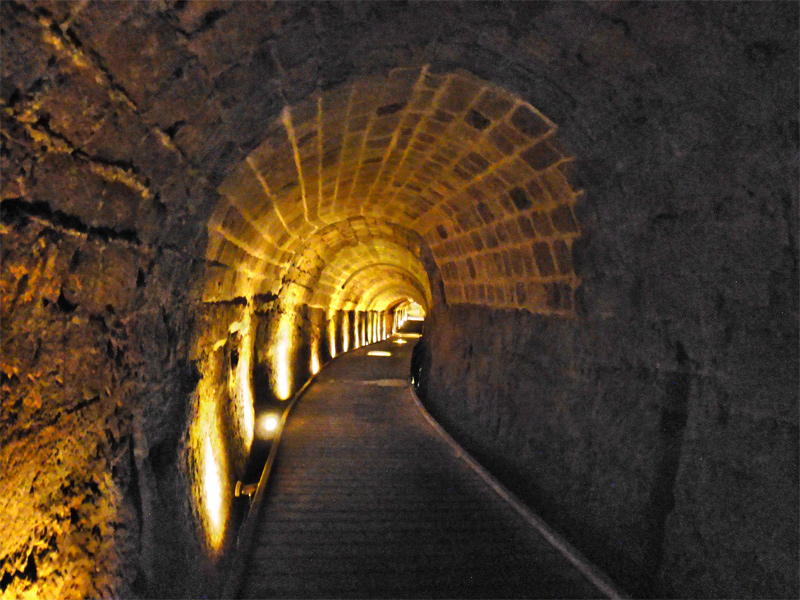
Tunnel dit des Templiers.

Acco compte parmi les villes habitées les plus anciennes : une cité cananéenne est documentée dès le XXe siècle avant notre ère, à l'âge du bronze, qui comprenait un port de pêche et de commerce, une citadelle, un rempart et une porte, et dont la culture était principalement côtière. C'est un port de pêche qui joue son rôle d'étape dans la navigation de port en port le long de la côte phénicienne.

### La ville antique
Cette cité est mentionnée sous le nom de Acco (עַכּוֹ) dans la bible hébraique, incluse dans le territoire attribué à la tribu d'Aser, par Josué lors de la conquête de la terre de Canan par les Hébreux ayant quitté l'Égypte sous la conduite de Moïse. Cette ville  portuaire est néanmoins un centre d'échanges entre le port de Tyr en Phénicie et les anciens royaumes hébreux et, encore au XIIe siècle, Benjamin de Tudèle la considère comme « la limite d'Asher et le commencement du pays d'Israël ».
« Pendant plusieurs siècles, du Xe au VIe, l'hégémonie phénicienne sur la côte s’est étendue, au sud de la Phénicie, jusqu’à Ashkelon qui est devenue une « cité des Tyriens » à l’époque perse, la présence des Phéniciens étant affirmée par l’archéologie — fouilles d’Achziv, de Tell el-Fukhar (en), de Tell Keisan, de Kabri, d'Akko, du Mont Carmel, d'Atlit, de Tel Shiqmonah, de Dor, d'Ashkelon, de Tell el-Kheleifeh, d'Arad, d'Ashdod et d'Azor. »
En 333 av. J.-C, Alexandre le Grand autorisa la ville à battre monnaie - ce qu'elle fit pendant six siècles. Peu  après, la ville d'Acco est conquise par Ptolémée II, souverain d’Égypte, qui la baptisa de son nom, Ptolémaïs, nom qu'elle garde jusqu'à la conquête latine.
En 2003, lors de la construction d'une route, a été découvert un cimetière de l'époque romaine contenant des ossements, des poteries et des objets en verre. Ainsi les archéologues ont pu affirmer que Ptolémaïs a été un port militaire romain sur plusieurs siècles.

### Moyen-Âge
Pendant les croisades, la ville de Ptolémaïs est prise le 26 mai 1104 par Baudouin Ier, roi de Jérusalem. L'installation des Hospitaliers de l'ordre de Saint-Jean de Jérusalem et la fondation de l'Hôpital apportent à la ville un nouveau nom, celui de Saint-Jean-d'Acre.
Au XIIe siècle, la ville sainte est reprise par Saladin, le 9 juillet 1187, après sa victoire sur Guy de Lusignan à la Bataille de Hattin. Elle est reconquise en 1191 par les rois Philippe-Auguste et Richard Cœur de Lion durant la troisième croisade.
Saint-Jean-d'Acre devient la capitale de tous les établissements chrétiens au Proche-Orient. La ville est alors le principal port de Terre sainte, divisé en quartiers contrôlés par des marchands venus de tout le pourtour méditerranéen : vénitiens, pisans, génois, français et germaniques. C'est de Saint-Jean-d'Acre que Richard Cœur de Lion s'embarque le 9 octobre 1192, quittant la Terre sainte pour son voyage de retour. Ce dernier nécessitera 17 mois.

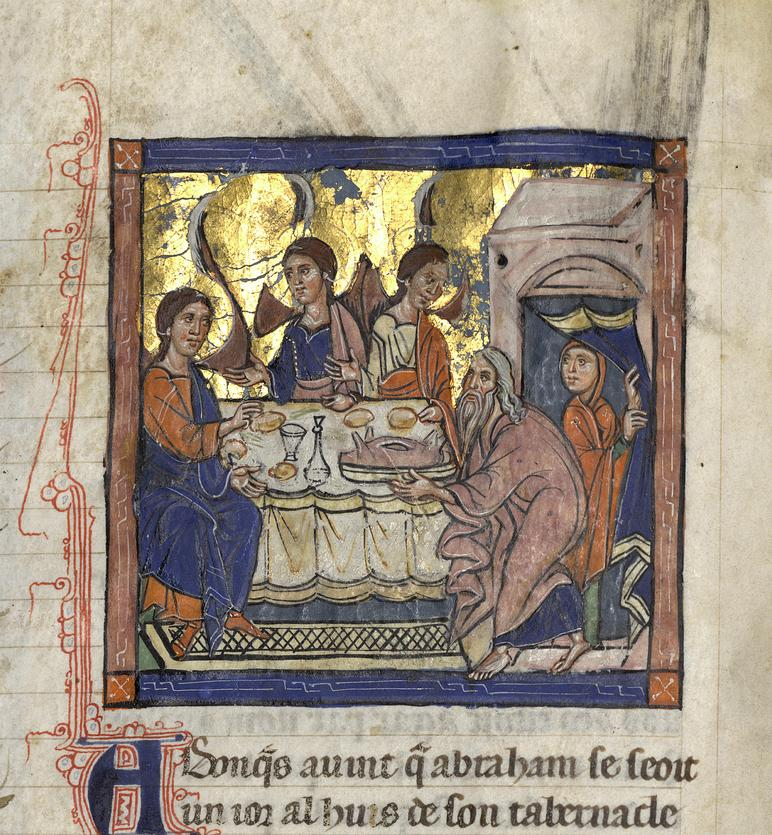
Miniature de l'Hospitalité d'Abraham (f. 21 v.), Manuscrit de "L'Histoire ancienne jusqu'à César", Saint-Jean d'Acre, (Ms 562), 1260-1270, conservé à la Bibliothèque municipale de Dijon

Jusqu'à sa prise par les Mamelouks d'Égypte en 1291, la ville est un centre politique et commercial très actif, et intellectuel comme en témoigne la riche production de manuscrits enluminés du scriptorium de Saint-Jean-d'Acre, dont l'activité se développe à partir du séjour du roi de France Louis IX en 1251-1254,.
En effet, Saint-Jean-d'Acre doit alors à son importante attractivité économique, ainsi qu'à son port, le cosmopolitisme qui la caractérise. Cette ville croisée située au cœur du monde musulman, non loin de l'Empire byzantin, accueille aussi des populations venues d'Europe de l'Ouest. Suivant Daniel Weiss, le caractère cosmopolite de la ville de Saint-Jean-d'Acre, à l'image du Royaume Latin, se justifie par des considérations économiques et militaires, mais aussi religieuses, relatives à l'affluence de pèlerins.
La reconquête de la ville en 1291 par le sultan d'Égypte al-Malik al-Ashraf met fin définitivement à la présence des Européens en Terre sainte, et clôt la période des croisades.

### Époque moderne
La renaissance d'Acre est l’œuvre du mercenaire bosniaque Ahmed Pacha, dit « el-Djezzar ». Il fonde un pouvoir quasi indépendant et remet le port en activité. En 1799, la ville a acquis suffisamment d'importance pour que Bonaparte tente de la prendre, mais il est mis en échec par el-Djezzar, soutenu par la flotte anglaise. Acre reste aux mains des Turcs jusqu'en 1918. Après la Première Guerre mondiale et dans le contexte du démembrement de l'Empire ottoman, cette ville portuaire passe au sein du mandat britannique en Palestine jusqu'au plan de partage de 1947.

## Art
La ville est aussi un grand centre de culture juif. En effet, de nombreux Juifs, fuyant les persécutions en Occident, se rendent en Terre sainte. Le rabbin Yehiel de Paris, fuyant Paris après le Brûlement du Talmud, y fonde une Yechiva qui devient renommée au-delà de la Terre Sainte. Elle sera après lui animée par Nahmanide, le kabbaliste d'Espagne, et connaîtra un grand renom.
Il demeure encore un certain nombre d'incertitudes concernant la nature des modèles picturaux mobilisés et les méthodes de travail des enlumineurs en activité à Saint-Jean-d'Acre. Aucun manuscrit enluminé d'origine française ou byzantine ayant servi de modèle, et dont on soit certain qu'il ait circulé à Saint-Jean-d'Acre durant la période considérée, n'a à ce jour[Quand ?] été exhumé. Du reste, l'activité des scribes et des enlumineurs en Terre sainte est fort peu renseignée dans les archives.

## Sites historiques

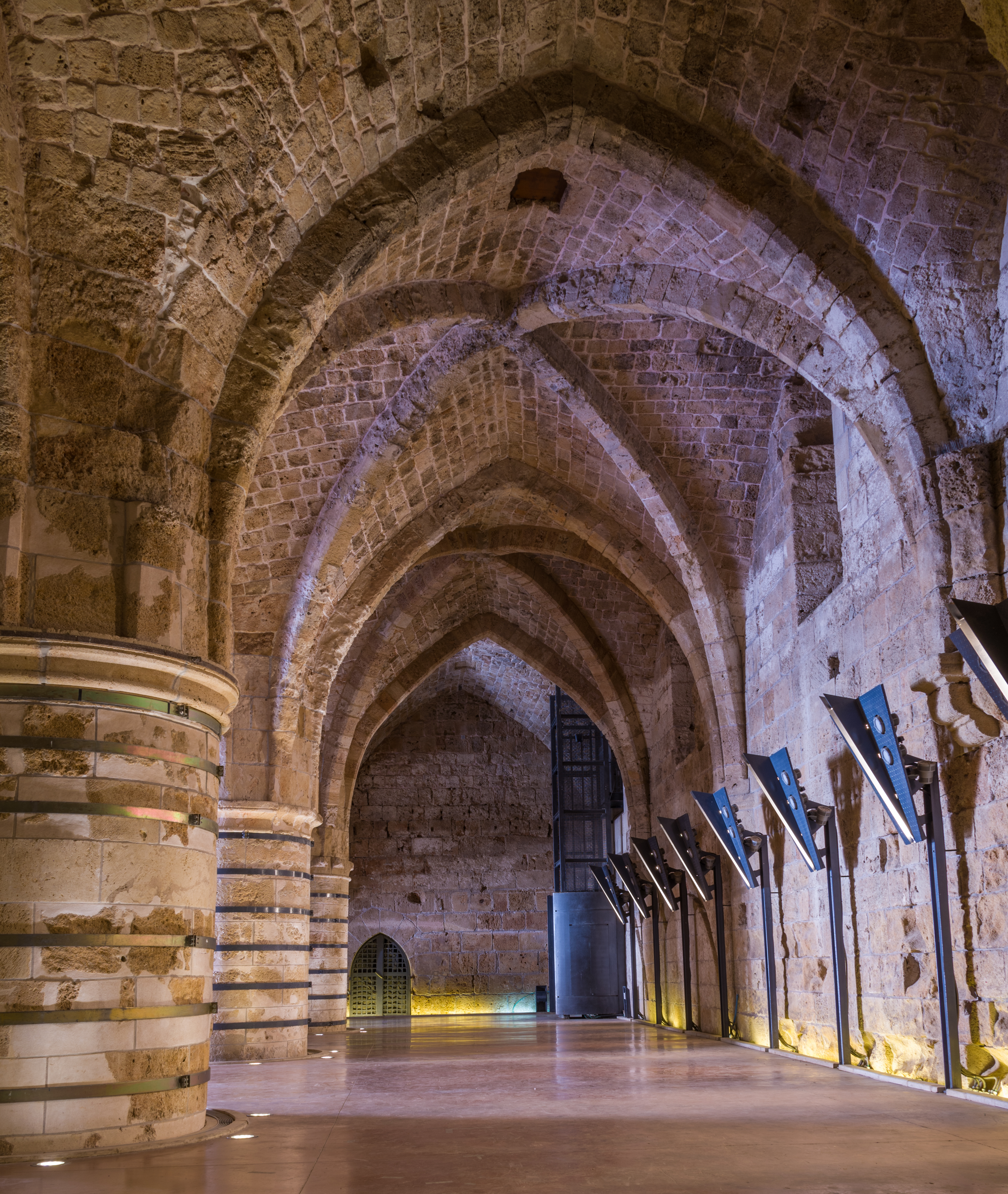
Réfectoire monumental de la forteresse des Hospitaliers.

La citadelle, face au large, a été ravagée en 1291 et les Ottomans ont achevé de la démanteler au XVIIIe siècle, en réemployant beaucoup de ses pierres pour construire la muraille maritime.
On peut cependant visiter :
- la monumentale salle des chevaliers et le réfectoire de la forteresse des Hospitaliers (XIIe siècle), bâtis par le roi Richard Cœur de Lion durant la troisième croisade, et le tunnel des Templiers, ouvrage stratégique souterrain en pierres reliant la forteresse au port où arrivaient les pèlerins venant en terre sainte ;
- les fortifications successives de la ville ;
- les quatre vastes caravansérails (khans), dont la cour - entourée de réserves à colonnades surmontées de chambres - accueillaient autrefois les caravanes de dromadaires qui apportaient des céréales de l'intérieur des terres et repartaient avec d'autres produits ;
- Au nord de la ville, la portion de littoral entre Nhariya et les grottes de Rosh HaNikra et appelée Akhziv. Le parc national d'Akhziv abrite les vestiges d'un port phénicien[16] ;
- Au sud de la ville, la baie de Haïfa.